# Équipe cycliste NFTO
L'équipe cycliste NFTO est une équipe cycliste britannique ayant le statut d'équipe continentale.

## Championnats nationaux
- Championnats d'Irlande sur route : 1
  - Course en ligne espoirs : 2015 (Edward Dunbar)

## Classements UCI
L'équipe participe aux circuits continentaux et principalement à des épreuves de l'UCI Europe Tour. Les tableaux ci-dessous présentent les classements de l'équipe sur les différents circuits, ainsi que son meilleur coureur au classement individuel.
UCI Europe Tour
| Saison | Classement par équipes | Meilleur coureur au classement individuel |
| ------ | ---------------------- | ----------------------------------------- |
| 2014   | 63e                    | Adam Blythe (90e)                         |
| 2015   | 87e                    | Steele Von Hoff (395e)                    |

UCI Oceania Tour
| Saison | Classement par équipes | Meilleur coureur au classement individuel |
| ------ | ---------------------- | ----------------------------------------- |
| 2015   | 8e                     | Steele Von Hoff (17e)                     |

## NFTO en 2016[7]

### Effectif
| Cycliste               | Date de naissance | Nationalité | Équipe 2015           |  |
| ---------------------- | ----------------- | ----------- | --------------------- |  |
| Dale Appleby           | 19 décembre 1986  | Royaume-Uni | NFTO                  |  |
| Ian Bibby              | 20 décembre 1986  | Royaume-Uni | NFTO                  |  |
| Edmund Bradbury        | 10 septembre 1992 | Royaume-Uni | NFTO                  |  |
| Joshua Edmondson       | 6 juillet 1992    | Royaume-Uni | An Post-ChainReaction |  |
| George Fowler          | 29 septembre 1992 | Royaume-Uni | Easton Ritte          |  |
| Alex Harvey            | 22 janvier 1997   | Royaume-Uni | NFTO Race Club        |  |
| Justin Hoy             | 27 septembre 1978 | Royaume-Uni | NFTO                  |  |
| James Lewis            | 1er janvier 1990  | Royaume-Uni | NFTO                  |  |
| Rhys Lloyd             | 23 janvier 1989   | Royaume-Uni | NFTO                  |  |
| James Lowsley-Williams | 12 janvier 1992   | Royaume-Uni | NFTO                  |  |
| Richard Mardle         | 9 décembre 1980   | Royaume-Uni | NFTO                  |  |
| Jonathan McEvoy        | 2 août 1989       | Royaume-Uni | NFTO                  |  |
| Robert Partridge       | 11 septembre 1985 | Royaume-Uni | NFTO                  |  |
| Liam Stones            | 23 juillet 1989   | Royaume-Uni | Raleigh GAC           |  |

### Victoires
Aucune victoire UCI.